# Нокар, Эдмон
Эдмон Нокар (фр. Edmond Nocard; 29 января 1850, Провен — 2 августа 1903, Сен-Морис) — французский микробиолог и ветеринар.

## Биография
Эдмон Нокар родился 29 января 1850 года в Провене в семье торговца лесом. В 1867 году окончил Провенский коллеж. С 1868 по 1873 годы учился в Альфортской ветеринарной школе.
В 1870 году началась Франко-прусская война; Нокар прервал учёбу и записался добровольцем в 5-й уланский полк. После войны он завершил обучение и по рекомендации профессора Анри Булея стал руководителем клинической службы Альфортской школы, где его ассистентом некоторое время был Анри Валле.
В 1876 избран членом Французской ветеринарной академии, в 1886 году был её президентом.
С 1880 года Э. Нокар работал в институте Пастера. В 1883 году совместно с Эмилем Ру, Исидором Страусом и Луи Тюилье отправился в Египет для изучения эпидемии холеры. Там же он проводил исследования чумы крупного рогатого скота. В 1886 году избран членом Национальной медицинской академии.
С 1887 по 1891 годы Эдмон Нокар был директором школы Альфорта.
В 1897 году он был избран почетным членом Французского биологического общества.
Эдмон Нокар умер 2 августа 1903 года.

## Научная деятельность

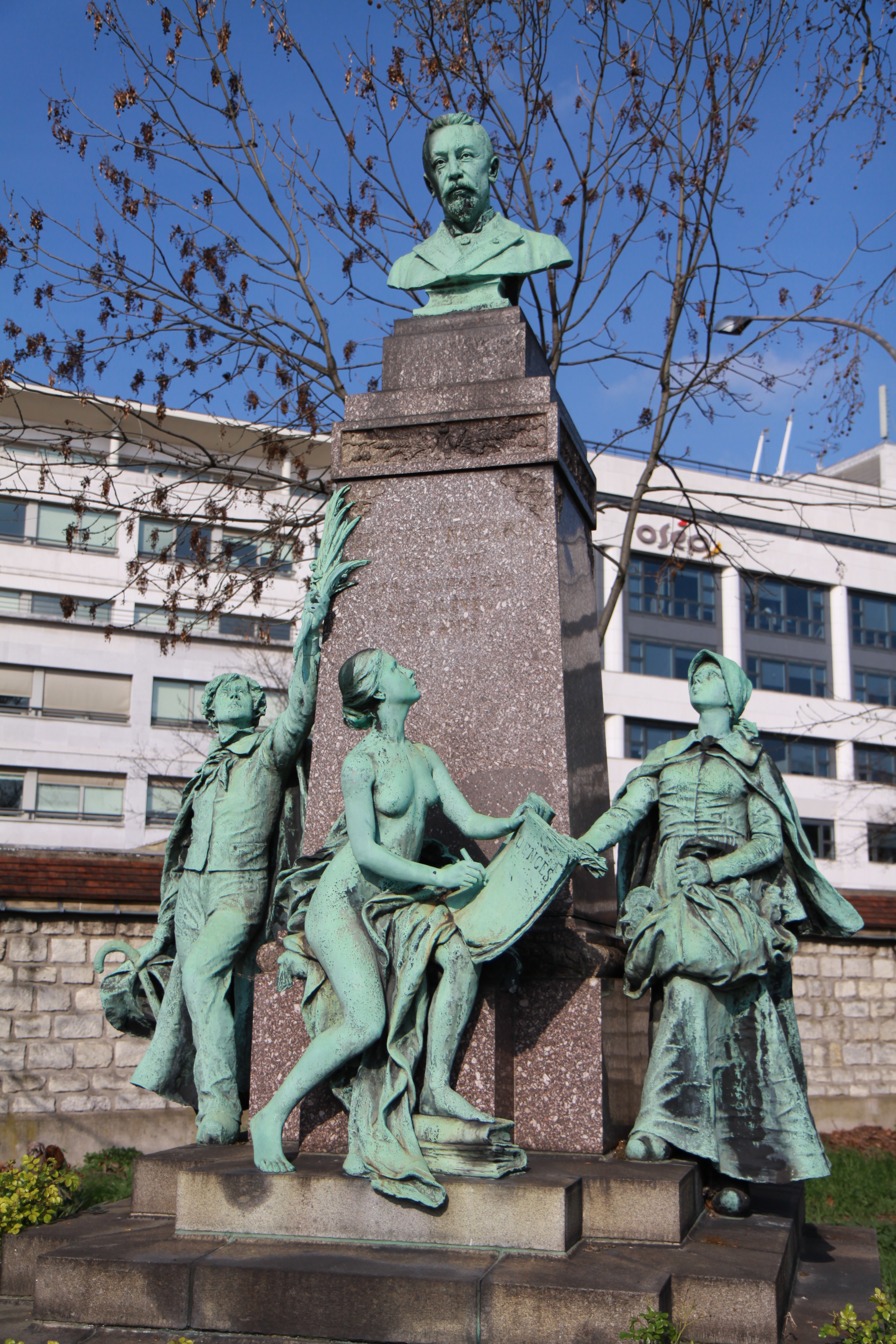
Бюст Нокара на территории ветеринарной школы в Мезон-Альфор

Исследования Нокара посвящены совершенствованию методов диагностики зоонозных инфекций, в том числе сибирской язвы, туберкулёза, сапа, бруцеллёза, контагиозной плевропневмонии крупного рогатого скота, ящура. Известен также новаторскими разработками в области методов лечения и анестезии лошадей. В 1898 году вместе с Эмилем Ру впервые удалось культивировать микроорганизмы — возбудители контагиозной плевропневмонии крупного рогатого скота. Это был первый известный вид из класса микоплазм, которых до работ Ру и Нокара считали вирусами.
В 1885 году принимал участие в организации Национального конгресса санитарных ветеринаров в должности вице-президента.

## Память
В честь Нокара назван род грамположительных бактерий Nocardia, которые являются возбудителями различных форм нокардиоза. В Париже и в Провене имеются улицы Нокара.

## Публикации
- Nocard E. et Roux E. Sur la culture du bacille de la tuberculose (фр.) // Annales de l'Institut Pasteur. — 1887. — No 1. — P. 19—29.
- Nocard E. Note sur la maladie des bœufs de la Guadeloupe connue sous le nom de farcin (фр.) // Annales de l'Institut Pasteur. — 1888. — No 2. — P. 293—302.
- Nocard E. Application de la malléine au diagnostic de la morve latente (фр.) // Bulletin de la Société centrale de médecine vétérinaire. — 1892. — No 46. — P. 209—217.